# Ильинский, Александр Константинович
Алекса́ндр Константи́нович Ильи́нский (бел. Аляксандр Канстанцінавіч Ільінскі; 1903—1967) — белорусский, советский актёр театра и кино. Народный артист СССР (1953). Лауреат Сталинской премии второй степени (1946).

## Биография
Родился 29 октября (11 ноября) 1903 года в городе Мир (ныне посёлок городского типа в Кореличском районе Гродненской области Беларуси).
Сценическую деятельность начал в Минске в 1919 году.
В 1921—1926 годах учился в Белорусской театральной студии, в Москве.
С 1926 года — актёр 2-го Белорусского Государственного драматического театра (ныне Национальный академический драматический театр имени Якуба Коласа в Витебске).
Обладал большим сценическим обаянием, выразительной мимикой. Как актёр-импровизатор, использовал в своём творчестве всё богатство творческой фантазии и разнообразные выразительные средства.
В кино снимался редко.
Член ВКП(б) с 1945 года. Депутат Верховного Совета Белорусской ССР 4—5 созывов.
Умер 28 марта 1967 года в Витебске. Похоронен на Мазуринском кладбище.

## Звания и награды
- Народный артист Белорусской ССР (1938)[4].
- Народный артист СССР (1953)
- Сталинская премия первой степени (1946)[2] — за исполнение главной роли в спектакле «Нестерка» В. Ф. Вольского
- Орден Ленина[3]
- Два ордена Трудового Красного Знамени (20.06.1940, за выдающиеся заслуги в деле развития белорусского театрального и музыкального искусства; 1955)
- Орден Знак Почёта
- Медаль «За доблестный труд в Великой Отечественной войне 1941—1945 гг.»

## Творчество

### Роли в театре
- 1936 — «Любовь Яровая» К. А. Тренёва — Швандя
- 1937 — «В пущах Полесья» Я. Коласа — Талаш
- 1939 — «Не всё коту масленица» А. Н. Островского — Ахов
- 1940 — «Лекарь поневоле» Ж. Б. Мольера— Сганарель
- 1940 — «Лес» А. Н. Островского — Аркадий Счастливцев
- 1941 — «Нестерка» В. Ф. Вольского — Нестерка
- 1946 — «Ревизор» Н. В. Гоголя — Иван Александрович Хлестаков
- 1946 — «Гамлет» У. Шекспира — Полоний
- 1949 — «Свадьба Кречинского» А. В. Сухово-Кобылина — Иван Антонович Расплюев
- 1949 — «Песня наших сердец» В. П. Полесского — Корж
- 1950 — «Правда — хорошо, а счастье лучше» А. Н. Островского — Грознов
- 1950 — «Поют жаворонки» К. Крапивы — Пытлеваный
- 1952 — «Враги» М. Горького — Печенегов
- 1958 — «Гроза будет» Звонока — дьяк Батяновский
- 1958 — «Люди и дьяволы» К. Крапивы — Барута
- 1961 — «Лявониха» Н. Данилова — Мочек-Мочульский
- 1961 — «Криницы» И. П. Шамякина и Ю. Б. Щербакова — Волотович

### Роли в кино
- 1943 — «Живи, родная Беларусь!» — Нестерка
- 1943 — «Фронт» — Свечка
- 1955 — «Посеяли девушки лён» — дед Бабак
- 1960 — «Первые испытания» — Есып

### Участие в фильмах
- 1965 — Жизнь на сцене (документальный)